# Jacobo Arenas
|  | Dieser Artikel wurde auf den Seiten der Qualitätssicherung des Projektes Politiker eingetragen. Hilf mit, ihn zu verbessern, und beteilige dich an der Diskussion! |

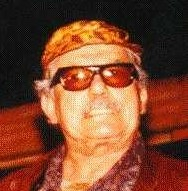
Jacobo Arenas

Jacobo Arenas (* 23. Januar 1924 als Luis Alberto Morantes in Bucaramanga, Santander; † 10. August 1990 in La Uribe, Meta) war ein kolumbianischer Politiker und Guerillero. 
Er war einer der Gründer der kommunistischen Rebellengruppe FARC und einer der kommunistischen Anführer der Enklave República de Marquetalia (deutsch: Unabhängige Republik Marquetalia).